# 橋本実斐

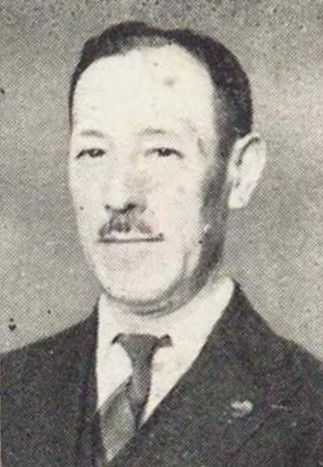
橋本実斐

橋本 実斐（旧字体：橋本實斐󠄁、はしもと さねあや、1891年（明治24年）3月5日 - 1976年（昭和51年）10月9日）は、大正から昭和期の農商務官僚、政治家、華族。貴族院伯爵議員。

## 経歴
伯爵・橋本実頴の長男として生まれる。西園寺家の分家という位置から、幼年時には西園寺公望の家で育てられた。父の隠居に伴い1929年（昭和4年）8月15日、伯爵を襲爵した。
学習院高等科を経て、1917年（大正6年）7月、京都帝国大学法科大学政治学科を卒業し、さらに同法律学科（仏法）で学んだ。1920年（大正9年）11月、高等試験行政科試験に合格。同年、農商務省に入省し工務局属に任官。
以後、特許局事務官、同抗告審判官、農林事務官兼産業組合事務官、兼内閣総理大臣秘書官などを歴任し、1931年（昭和6年）に退官した。
1931年11月21日、貴族院伯爵議員補欠選挙で当選し、研究会に所属して活動し1947年（昭和22年）5月2日の貴族院廃止まで在任した。この間、岡田内閣・内務参与官、鈴木貫太郎内閣・文部政務次官、西園寺公葬儀司祭長、中央失業対策委員会委員などを務めた。
その後は、神奈川県大磯町長を務めた。1955年（昭和30年）フランス政府から日・仏文化の交流に貢献したとしてレジオンドヌール勲章を受章。1976年10月9日、心臓衰弱のため神奈川県藤沢市の自宅にて死去。85歳。

## 親族
- 父：橋本実頴（1867 - 1931）
- 母：橋本敬子（1868 - 1950）- 六条有容の長女[1][3]
- 妻：清水谷正子（なおこ、1900 - 1989）- 清水谷実英の次女[1]
  - 養子：春彦（1954 - ）- 丹呉長光の子。